# Copacabana (альбом Сары Воан)
Copacabana — студийный альбом американской певицы Сары Воан, выпущенный в 1980 году на лейбле Pablo Records. Это был второй босса-альбом Воан с после I Love Brazil! 1979 года, её третий альбом бразильской музыки, Brazilian Romance, последовал в 1987 году. Продюсер Алойзиу ди Оливейра, аранжировки Эдсона Фредрику.

## Отзывы критиков
| Оценки критиков               | Оценки критиков |
| Источник                      | Оценка          |
| ----------------------------- | --------------- |
| AllMusic                      | [ 1 ]           |
| Encyclopedia of Popular Music | [ 2 ]           |
| Los Angeles Times             | [ 3 ]           |

Отзыв джазового критика Los Angeles Times Леонарда Физера был смешанным: «В том, что этот сет не достигает неизменных высот своего предшественника I Love Brazil, нельзя винить Воан. Разница заключается в аккомпанементе, который на этот раз неоднозначный. Кому нужен этот унисонный хоровой фон в „Smiling Hour“? Воан — это не Митч Миллер. Упрощенная перкуссия в „Bonita“ могла бы быть метрономом. Тем не менее, гитара Хелио Дельмиро, неизвестная виолончель и несравненное контральто Воан в исполнении „Dindi“, „Gentle Rain“ и „Double Rainbow“ Жобина поднимают рейтинг до 3½ звезд».
Рецензент AllMusic написал: «Эта постановка 1979 года отличается плавностью, отточенностью и расслабленностью. Аранжировки насыщены вокальными припевами, электрогитарой и томными латиноамериканскими ритмами. Напев Сары Воан светится и тлеет, создавая великолепный динамичный контраст. Вон полностью владеет балладой „Tete“, очаровывая слушателя почти так же, как она делала со своим хитом „Misty“ 20 лет назад. Как и все её величайшие работы, это мультитекстурное произведение; протяжный шёпот, мощные выкрики, низкие стоны, стаккато-боппинг и множество других техник, которые она использует с легкостью и изяществом. „Gentle Rain“ застает Воан наедине с гитарой. Оркестровка отличается глубокой простотой хайку. В этом номере её голос подобен саксофону, она держит ноты с сочными интервалами в нижних регистрах. В „To Say Goodbye“ Воан модулирует свой звучный голос от баса до сопрано. Она несёт единоличную ответственность за музыкальную драму этой мелодии, придавая ей большую эмоциональную серьезность».

## Список композиций
1. «Copacabana» (Жуан Дебарро, Алберту Рибейру) — 3:39
2. «The Smiling Hour (Abre Alas)» (Иван Линс, Витор Мартинс, Луис Оливейра) — 4:19
3. «To Say Goodbye (Pra Dizer Adeus)» (Эду Лобу, Хенни Холл, Винисиус де Морайс) — 3:49
4. «Dreamer (Vivo Sonhando)» (Антониу Карлос Жобин, Джин Лис) — 3:41
5. «Gentle Rain» (Луис Бонфа, Мэтт Даби) — 2:50
6. «Tetê» (Роналду Босколи, Рэй Гилберт, Роберту Менескал) — 4:41
7. «Dindi» (Рэй Гилберт, Антониу Карлос Жобин) — 5:32
8. «Double Rainbow (Chovendo Na Roseira)» (Антониу Карлос Жобин, Джин Лис) — 3:34
9. «Bonita» (Рэй Гилберт, Антониу Карлос Жобин, Джин Лис) — 3:54

## Участники записи
- Акустический бас-гитара — Эндрю Симпкинс
- Аранжировка — Эдсон Фредрику
- Вокал — Сара Воан
- Гитара, акустическая гитара — Хелиу Дельмиру
- Продюсер — Алоизиу ди Оливейра
- Ударные — Грейди Тейт, Уилсон дас Невес